# Ukrainischer Fußballpokal 2019/20
Der Ukrainische Fußballpokal 2019/20 war die 29. Austragung des ukrainischen Pokalwettbewerbs der Männer. Pokalsieger wurde Dynamo Kiew. Das Team setzte sich im Finale am 8. Juli 2020 im Metalist-Stadion von Charkiw gegen Worskla Poltawa im Elfmeterschießen durch. Titelverteidiger Schachtar Donezk war in der Achtelfinale gegen den späteren Sieger Dynamo Kiew ausgeschieden.

## Modus
Alle Begegnungen wurden in einem Spiel ausgetragen. Bei unentschiedenem Ausgang wurde zur Ermittlung des Siegers eine Verlängerung gespielt. Stand danach kein Sieger fest, folgte ein Elfmeterschießen. Die unterklassigen Teams hatten Heimrecht.
Da Dynamo Kiew bereits über die Liga für die Champions League qualifiziert war, ging der Startplatz für die Europa League an den Liganächsten.

## Spielbetrieb während der COVID-19-Pandemie
Aufgrund der globalen COVID-19-Pandemie wurde der Spielbetrieb nach Absolvierung des Viertelfinals bis auf Weiteres eingestellt. Nach einer Entscheidung des ukrainischen Gesundheitsministeriums wurde die Wiederaufnahme des Spielbetriebs zum 30. Mai bewilligt.
Die Halbfinalspiele wurden im Juni ausgetragen. Das Endspiel, das für den 13. Mai 2020 vorgesehen war, fand am 8. Juli 2020 statt.

## Teilnehmende Teams
| Premjer-Liha (12) | Perscha Liha (16) | Druha Liha (18) | Amateur-Pokal (2)                |
| --- | --- | --- | -------------------------------- |
| - Desna Tschernihiw - SK Dnipro-1 - Dynamo Kiew - Karpaty Lwiw - Kolos Kowaliwka - FK Lwiw - FK Mariupol - FK Oleksandrija - Olympik Donezk - Schachtar Donezk - Sorja Luhansk - Worskla Poltawa | - Ahrobisnes Wolotschysk - Awanhard Kramatorsk - Balkany Sorja - Hirnyk-Sport Horischni Plawni - Inhulez Petrowe - Kremin Krementschuk - Metalist 1925 Charkiw - Metalurh Saporischschja - MFK Mykolajiw - FK Mynaj - Obolon-Browar Kiew - FK Prykarpattja Iwano-Frankiwsk - Ruch Lwiw - FK Tscherkaschtschyna - Tschornomorez Odessa - Wolyn Luzk | - Alians Lypowa Dolyna - Arsenal Kiew - FSK Bukowina Czernowitz - Dinas Wyschhorod - Enerhija Nowa Kachowka - Hirnyk Krywyj Rih - FK Kalusch - Krystal Cherson - FK Nikopol - Nywa Ternopil - Nywa Winnyzja - Podillja Chmelnyzkyj - FK Polissja Schytomyr - Real-Pharma Odessa - Tawrija Simferopol - WPK-Ahro Schewtschenkiwka - FK Tschajka - FK Uschhorod - Weres Riwne | - Awanhard Bsiw - FK Wowtschansk |

## 1. Qualifikationsrunde
Teilnehmer: 18 Drittligisten und die beiden Finalisten des Amateur-Pokals.
| Datum      |                              | Ergebnis              |                                 |
| ---------- | ---------------------------- | --------------------- | ------------------------------- |
| 20.08.2019 | Tawrija Simferopol (III)     | 5:0                   | Real-Pharma Odessa (III)        |
| 20.08.2019 | Weres Riwne (III)            | 2:1                   | Nywa Ternopil (III)             |
| 20.08.2019 | Podillja Chmelnyzkyj (III)   | 1:0                   | FK Polissja Schytomyr (III)     |
| 20.08.2019 | Nywa Winnyzja (III)          | 5:1                   | FK Nikopol (III)                |
| 20.08.2019 | Hirnyk Krywyj Rih (III)      | 0:1                   | FK Tschajka (III)               |
| 20.08.2019 | FK Kalusch (III)             | 1:0                   | WPK-Ahro Schewtschenkiwka (III) |
| 20.08.2019 | Enerhija Nowa Kachowka (III) | 1:4                   | FSK Bukowina Czernowitz (III)   |
| 20.08.2019 | Krystal Cherson (III)        | 1:1 n. V. (2:4 i. E.) | Dinas Wyschhorod (III)          |
| 20.08.2019 | Alians Lypowa Dolyna (III)   | 2:0                   | FK Uschhorod (III)              |
| 20.08.2019 | Awanhard Bsiw (Am)           | 0:2 n. V.             | FK Wowtschansk (Am)             |

## 2. Qualifikationsrunde
Teilnehmer: Die 10 Sieger der 1. Qualifikationsrunde und 15 Zweitligisten.
| Datum      |                                    | Ergebnis              |                                      |
| ---------- | ---------------------------------- | --------------------- | ------------------------------------ |
| 27.08.2019 | Arsenal Kiew (III)                 | 0kampflos 1           | Ahrobisnes Wolotschysk (II)          |
| 27.08.2019 | Tawrija Simferopol (III)           | 2:3                   | FSK Bukowina Czernowitz (III)        |
| 27.08.2019 | Weres Riwne (III)                  | 1:2                   | Ruch Lwiw (II)                       |
| 27.08.2019 | Podillja Chmelnyzkyj (III)         | 1:1 n. V. (4:5 i. E.) | Wolyn Luzk (II)                      |
| 27.08.2019 | MFK Mykolajiw (II)                 | 5:1                   | FK Prykarpattja Iwano-Frankiwsk (II) |
| 27.08.2019 | Hirnyk-Sport Horischni Plawni (II) | 1:1 n. V. (6:5 i. E.) | Metalurh Saporischschja (II)         |
| 27.08.2019 | Dinas Wyschhorod (III)             | 1:0                   | Nywa Winnyzja (III)                  |
| 27.08.2019 | Inhulez Petrowe (II)               | 2:0                   | Metalist 1925 Charkiw (II)           |
| 27.08.2019 | FK Wowtschansk (Am)                | 0:1 n. V.             | Obolon-Browar Kiew (II)              |
| 27.08.2019 | FK Kalusch (III)                   | 1:2                   | FK Mynaj (II)                        |
| 27.08.2019 | FK Tscherkaschtschyna (II)         | 1:2                   | Kremin Krementschuk (II)             |
| 27.08.2019 | Awanhard Kramatorsk (II)           | 0:0 n. V. (3:4 i. E.) | Balkany Sorja (II)                   |
| 27.08.2019 | Alians Lypowa Dolyna (III)         | 4:1                   | FK Tschajka (III)                    |

## 3. Qualifikationsrunde
Teilnehmer: Die 13 Sieger der 2. Qualifikationsrunde, mit Tschornomorez Odessa ein weiterer Zweitligist und die 4 Vereine der Premjer-Liha 2018/19 (Platz sieben bis zehn), sowie die beiden Aufsteiger.
| Datum      |                               | Ergebnis              |                                    |
| ---------- | ----------------------------- | --------------------- | ---------------------------------- |
| 25.09.2019 | MFK Mykolajiw (II)            | 1:0                   | Tschornomorez Odessa (II)          |
| 25.09.2019 | Kremin Krementschuk (II)      | 2:3                   | Olympik Donezk (I)                 |
| 25.09.2019 | Dinas Wyschhorod (III)        | 0:1 n. V.             | FK Oleksandrija (I)                |
| 25.09.2019 | FSK Bukowina Czernowitz (III) | 0:2                   | FK Lwiw (I)                        |
| 25.09.2019 | FK Mynaj (II)                 | 1:0                   | Wolyn Luzk (II)                    |
| 25.09.2019 | Ahrobisnes Wolotschysk (II)   | 1:3                   | SK Dnipro-1 (I)                    |
| 25.09.2019 | Inhulez Petrowe (II)          | 0:0 n. V. (7:6 i. E.) | Karpaty Lwiw (I)                   |
| 25.09.2019 | Alians Lypowa Dolyna (III)    | 1:0                   | Balkany Sorja (II)                 |
| 25.09.2019 | Obolon-Browar Kiew (II)       | 0:2 n. V.             | Hirnyk-Sport Horischni Plawni (II) |
| 02.10.2019 | Ruch Lwiw (II)                | 0:1                   | FK Mariupol (I)                    |

## Achtelfinale
Teilnehmer: Die 10 Sieger der 1. Runde und die besten 6 Erstligisten der Saison 2018/19
| Datum      |                            | Ergebnis              |                                    |
| ---------- | -------------------------- | --------------------- | ---------------------------------- |
| 30.10.2019 | MFK Mykolajiw (II)         | 2:4                   | Desna Tschernihiw (I)              |
| 30.10.2019 | FK Mynaj (II)              | 2:0                   | FK Lwiw (I)                        |
| 30.10.2019 | FK Mariupol (I)            | 1:0                   | Olympik Donezk (I)                 |
| 30.10.2019 | Inhulez Petrowe (II)       | 2:1                   | SK Dnipro-1 (I)                    |
| 30.10.2019 | Kolos Kowaliwka (I)        | 0:1                   | Worskla Poltawa (I)                |
| 30.10.2019 | FK Oleksandrija (I)        | 1:1 n. V. (5:4 i. E.) | Sorja Luhansk (I)                  |
| 30.10.2019 | Alians Lypowa Dolyna (III) | 5:3                   | Hirnyk-Sport Horischni Plawni (II) |
| 30.10.2019 | Dynamo Kiew (I)            | 2:1 n. V.             | Schachtar Donezk (I)               |

## Viertelfinale
| Datum      |                            | Ergebnis              |                      |
| ---------- | -------------------------- | --------------------- | -------------------- |
| 11.03.2020 | FK Mynaj (II)              | 1:1 n. V. (6:5 i. E.) | Inhulez Petrowe (II) |
| 11.03.2020 | Alians Lypowa Dolyna (III) | 2:4                   | FK Mariupol (I)      |
| 11.03.2020 | Dynamo Kiew (I)            | 1:0 n. V.             | FK Oleksandrija (I)  |
| 12.03.2020 | Desna Tschernihiw (I)      | 0:1                   | Worskla Poltawa (I)  |

## Halbfinale
| Datum      |                 | Ergebnis              |                     |
| ---------- | --------------- | --------------------- | ------------------- |
| 17.06.2020 | FK Mynaj (II)   | 0:2                   | Dynamo Kiew (I)     |
| 24.06.2020 | FK Mariupol (I) | 1:1 n. V. (2:3 i. E.) | Worskla Poltawa (I) |

## Finale
| Paarung         | Dynamo Kiew – Worskla Poltawa |
| Ergebnis        | 1:1 n. V. (1:1, 1:1), 8:7 i. E. |
| Datum           | 8. Juli 2020 |
| Stadion         | Metalist-Stadion, Charkiw |
| Zuschauer       | keine (aufgrund der Corona-Pandemie) |
| Schiedsrichter  | Kateryna Monsul |
| Tore            | 0:1 Ruslan Stepanjuk (11.) 1:1 Benjamin Verbič (28.) Elfmeterschießen: 0:1 David Puclin 1:1 Benjamin Verbič 1:2 Ibrahim Kane 2:2 Wiktor Zyhankow 2:3 Luizão 3:3 Tomasz Kędziora 3:4 Jewhen Opanassenko 4:4 Carlos De Pena 4:5 Pape-Alioune Ndiaye 5:5 Oleksandr Andrijewskyj 5:6 Wolodymyr Tschesnakow 6:6 Serhij Sydortschuk 6:7 Ihor Perduta 7:7 Mykola Schaparenko Wadym Sapaj (gehalten) Witalij Mykolenko (gehalten) Wolodymyr Bajenko (über das Tor) 8:7 Artem Schabanow |
| Dynamo Kiew     | Heorhij Buschtschan – Artem Schabanow, Oleksandr Syrota, Tomasz Kędziora, Serhij Sydortschuk – Benjamin Verbič, Wolodymyr Schepeljew (117. Oleksandr Andrijewskyj), Carlos De Pena, Witalij Mykolenko – Witalij Bujalskyj (99. Mykola Schaparenko), Heorhij Zitaischwili (60. Wiktor Zyhankow) Cheftrainer: Oleksij Mychajlytschenko |
| Worskla Poltawa | Dmytro Risnyk – Najeeb Yakubu (73. Jewhen Opanassenko), Wolodymyr Tschesnakow , Wadym Sapaj, Ibrahim Kane – Ihor Perduta, Oleksandr Skljar (95. Edin Šehić), David Puclin, Pape-Alioune Ndiaye – Wladyslaw Kulatsch (76. Luizão), Ruslan Stepanjuk (115. Wolodymyr Bajenko) Cheftrainer: Jurij Maximow |
| Gelbe Karten    | Oleksandr Syrota, Artem Schabanow, Witalij Bujalskyj, Benjamin Verbič – Oleksandr Skljar, Ihor Perduta |